# Guilherme Dellatorre
Guilherme Augusto Alves Dellatorre, noto semplicemente come Guilherme Dellatorre (São José do Rio Preto, 1º maggio 1992), è un calciatore brasiliano, attaccante del Coritiba.

## Palmarès

### Club

#### Competizioni internazionali
- Recopa Sudamericana: 1

Internacional: 2011

#### Competizioni statali
- Campionato Gaúcho: 1

Internacional: 2012
- Campionato Alagoano: 1

CSA: 2021

#### Competizioni nazionali
- Supercoppa di Portogallo: 1

Porto: 2012
- Campionato portoghese: 1

Porto: 2012-2013
- Campionato cipriota: 2

APOEL: 2017-2018, 2018-2019